# 5846 Гессен
5846 Гессен (5846 Hessen) — астероїд головного поясу, відкритий 11 січня 1989 року.
Тіссеранів параметр щодо Юпітера — 3,492.